# Överkalix kommun
Överkalix kommun är en kommun i Norrbottens län. Centralort är Överkalix.
Landskapet genomkorsas av Kalixälven, en av få outbyggda älvar. Majoriteten av området som utgör kommunen består av skogsmark.  Det är också skogen som utgjort ryggraden i det lokala näringslivet sedan slutet av 1800-talet. I början av 2020-talet var den största arbetsgivaren inom sektorn Skogsvårdsstyrelsen.
Sedan kommunen bildades 1971 har befolkningstrenden varit negativ och politiken dominerats av Socialdemokraterna.

## Administrativ historik
Kommunens område motsvarar större delen av Överkalix socken, bildad 1644, där Överkalix landskommun bildades vid kommunreformen 1862. Den 3 juni 1870 fördes en del av landskommunen till då nybildade Korpilombolo landskommun.
Kommunreformen 1952 påverkade inte indelningarna i området, då varken Västerbottens eller Norrbottens län berördes av reformen. Överkalix kommun bildades vid kommunreformen 1971 genom en ombildning av Överkalix landskommun.
Kommunen ingår sedan bildandet i Haparanda domsaga.

## Geografi
Överkalix kommun är belägen utmed Kalixälven, ca tio mil norr om Luleå, längs med väg E10. Kommunen ligger mitt i det så kallade barrskogsbältet, med god tillgång till produktiv skogsmark.
Kommunen är belägen i de mellersta delarna av  landskapet Norrbotten. I nord-sydlig riktning rinner Kalixälven genom kommunen som i öster gränsar till Övertorneå kommun, i söder till Kalix kommun, i sydväst till Luleå kommun, i väster till Bodens kommun och Gällivare kommun samt i norr till Pajala kommun, alla i Norrbottens län.
Kommunen omfattar en areal om 2 919,47 km². Vid rikets arealberäkning den 1 januari 2012 av statistiska centralbyrån hade Överkalix kommun 14 exklaver inom andra kommuners gränser.

### Topografi och hydrografi
Kalixälven och biälvarna Ängesån och Tvärån–Lansån–Skrövån kantas av  vidsträckta urbergshöjder. Berggrunden på höjderna täcks av morän och den är i sin tur klädd med gran- och tallskog samt stora långsträckta myrmarker. Jordarna i dalstråken är varierande med finsandiga fjärd- och älvsediment som ger frodigt växtliv och öppen odlingsmark. Flacka isälvsavlagringar med vidsträckta hedmarker dominerar längs Tvärån–Lansån och delar av Ängesån.
Från norr till söder rinner Kalixälven, en av få älvar som inte byggts ut med vattenkraftverk. Älven är källa till biälvarna Ängesån och Tvärån–Lansån–Skrövån. Längs älven finns Jockfallet, en plats för laxvandring där  sportfiskare fångat 20 kg stora laxar. På kommungränsen mellan Överkalix och Övertorneå ligger landskapet Norrbottens största sjö, Miekojärvi. Där finns gös, gädda och abborre. Andra sjöar är till exempel Djupträsk, Orrasjärv och Allsjärv.
Nedan presenteras andelen av den totala ytan 2020 i kommunen jämfört med riket.
|  | Bebyggelse (1,1 %) |

|  | Skog (84,3 %) |

|  | Öppen myrmark (11,9 %) |

|  | Jordbruksmark (0,6 %) |

|  | Övrig mark (2,1 %) |

|  | Bebyggelse (3,1 %) |

|  | Skog (68,0 %) |

|  | Öppen myrmark (7,2 %) |

|  | Jordbruksmark (7,4 %) |

|  | Övrig mark (14,3 %) |

### Naturskydd
År 2022 fanns fanns 27 naturreservat i Överkalix kommun som förvaltades av Länsstyrelsen i Norrbottens län. Märkbergen är belägen på Stora och Östra Märkberget med urskogsliknande barrskog. I Långlandets naturreservat finns myrmarker och sumpskogar med gott om död ved. Miljön är gästvänliga gör arter som rynkskinn och ullticka.

### Administrativ indelning
Fram till 2016 var kommunen för befolkningsrapportering indelad i en enda församling: Överkalix församling.
Från 2016 indelas kommunen i ett enda distrikt, Överkalix distrikt.

### Tätorter

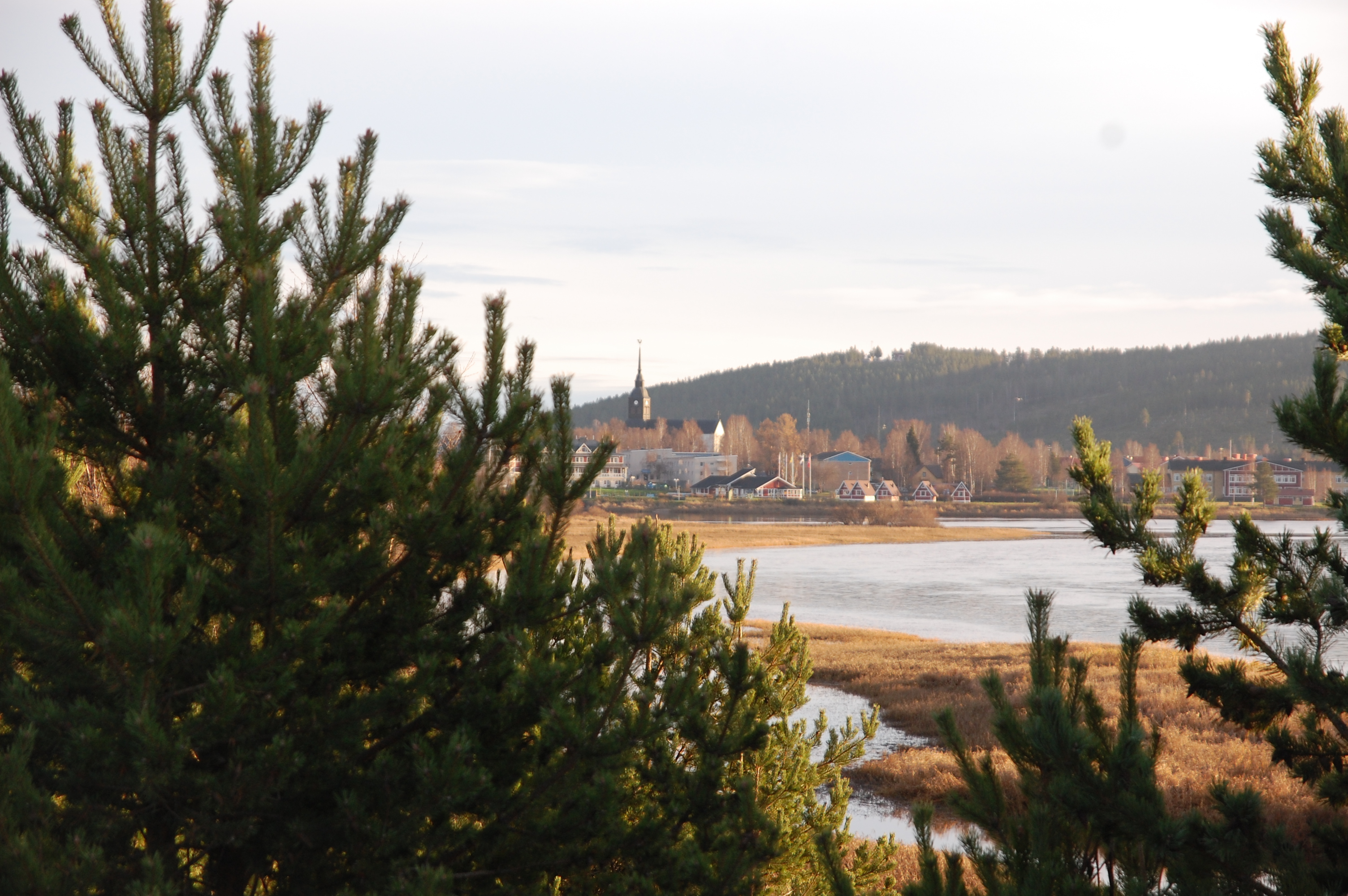
Vy mot Överkalix

Det finns tre tätorter i Överkalix kommun
| Nr | Tätort    | Folkmängd |
| -- | --------- | --------- |
| 1  | Överkalix | 1 036     |
| 2  | Tallvik   | 497       |
| 3  | Svartbyn  | 265       |

Centralorten är i fet stil

## Styre och politik

### Styre
Socialdemokraterna har haft den dominerande ställningen i kommunen, och har inte bara varit det största partiet i samtliga kommunval från 1970 och framåt, utan hade också egen majoritet från valet 1970 till och med valet 2010. Partiet tappade den egna majoriteten för första gången i valet 2014. Näst största parti var i valen 1970–1994 samt 2002–2010 Centerpartiet och vid valen 1998 och 2014 Vänsterpartiet.
Överkalix kommun styrdes under mandatperioden 2014-2018 av en majoritet kallad Överkalix framtid, bestående av Vänsterpartiet, Centerpartiet, Moderaterna och Miljöpartiet. Liberalerna ingick också i Överkalix framtid men förlorade sitt mandat vid valet 2014. I valet 2018 fick Socialdemokraterna 53,2 procent av rösterna och har därför egen majoritet. Socialdemokraterna behöll den egna majoriteten även efter valet 2022.
| 1995–2014 | S |   |   |    |
| 2014–2018 | V | C | M | MP |
| 2018–     | S |   |   |    |

### Kommunfullmäktige

#### Presidium
| Presidium 2022–2026    | Presidium 2022–2026 | Presidium 2022–2026 |
| ---------------------- | ------------------- | ------------------- |
| Ordförande             | S                   | Kristina Åhl        |
| Förste vice ordförande | S                   | Vakant              |
| Andre vice ordförande  | C                   | Gunnar Liljebäck    |

#### Mandatfördelning 1970–2022
Riksdagspartiet Kristdemokraterna har aldrig varit representerat i kommunfullmäktige. Miljöpartiet var representerat i fullmäktige från 2006 till 2018. Liberalerna förlorade sin representation i samband med valet 2014.
| 4 | 17 | 3 | 5 |  |  |

| 28 |

| 5 | 18 | 6 |  |  |

| 25 | 6 |

| 5 | 18 | 6 |  |  |

| 24 | 7 |

| 3 | 19 |  | 6 |  |  |

| 26 | 5 |

| 3 | 20 | 6 |  |  |

| 26 | 5 |

| 3 | 20 | 5 |  | 2 |

| 24 | 7 |

| 3 | 19 | 6 |  | 2 |

| 22 | 9 |

| 3 | 19 | 6 |  | 2 |

| 21 | 10 |

| 5 | 19 | 6 |  |

| 18 | 13 |

| 6 | 17 | 6 |  |  |

| 18 | 13 |

| 5 | 18 | 6 |  |  |

| 17 | 14 |

| 5 | 18 |  | 5 |  |  |

| 16 | 15 |

| 5 | 18 |  | 5 |  |  |

| 18 | 13 |

| 7 | 13 |  |  | 7 | 2 |

| 18 | 13 |

| 3 | 14 | 2 | 4 | 2 |

| 13 | 12 |

| 2 | 13 | 3 | 5 | 2 |

| 14 | 11 |

### Nämnder

#### Kommunstyrelse
Totalt har kommunstyrelsen 11 ledamöter, varav 6 tillhör Socialdemokraterna, 2 tillhör Centerpartiet, medan Vänsterpartiet, Moderaterna och Sverigedemokraterna har 1 ledamot vardera.
| Presidium 2022–2026 | Presidium 2022–2026 | Presidium 2022–2026 |
| ------------------- | ------------------- | ------------------- |
| Ordförande          | S                   | Niclas Hökfors      |
| Vice ordförande     | S                   | Susanna Karlsson    |

#### Lista över kommunstyrelsens ordförande
| Namn | Namn                 | Tillträdde     | Avgick           |
| ---- | -------------------- | -------------- | ---------------- |
|      | Leif Nilsson (S)     | tidigast 1995  | 31 december 2010 |
|      | Birgitta Persson (S) | 1 januari 2011 | 31 december 2014 |
|      | Mikael Larsson (V)   | 1 januari 2015 | 31 december 2018 |
|      | Anne Jakobsson (S)   | 1 januari 2019 | 31 december 2022 |
|      | Niclas Hökfors (S)   | 1 januari 2023 |                  |

#### Övriga nämnder
| Nämnder 2022–2026        | Ordförande | Ordförande         | Vice ordförande | Vice ordförande  |
| ------------------------ | ---------- | ------------------ | --------------- | ---------------- |
| Bygg- och miljönämnden   | S          | Robert Karlsson    | S               | Per Rauman       |
| Sociala omsorgsutskottet | S          | Cenneth Pettersson | S               | Jörgen Vennström |
| Individnämnden           | S          | Cenneth Pettersson | S               | Jörgen Vennström |
| Valnämnden               | S          | Cenneth Pettersson | S               | Kristina Åhl     |

### Valresultat 2022
| Parti                            | Valdistrikt     | Valdistrikt | Kommun  |
| Parti                            | Starkaste       | Andel       | Andel   |
| -------------------------------- | --------------- | ----------- | ------- |
| S                                | Överkalix övre  | 51,83 %     | 51,30 % |
| C                                | Överkalix nedre | 21,69 %     | 19,38 % |
| SD                               | Överkalix övre  | 12,37 %     | 10,92 % |
| V                                | Överkalix nedre | 9,98 %      | 9,40 %  |
| M                                | Överkalix nedre | 7,42 %      | 6,95 %  |
| Data hämtat från Valmyndigheten. |                 |             |         |

Exklusive uppsamlingsdistrikt. Partier som fått mer än en procent av rösterna i minst ett valdistrikt redovisas.

## Ekonomi och infrastruktur

### Näringsliv
Skogsnäringen har utgjort ryggraden i det lokala näringslivet sedan slutet av 1800-talet. Rationaliseringar i kombination med strukturförändringar under 1960- och 70-talens ledde dock till att många arbetstillfällen inom sektorn försvann. Skogs- och jordbrukssektorn stod dock för omkring 11 procent av arbetstillfällena 2023. Skogsvårdsstyrelsen var den största arbetsgivaren även om det också fanns  ett antal mindre företag som var relaterade till skogsnäringen. Ungefär åtta procent av arbetstillfällena fanns inom tillverkningsindustrin med företag som VINAB. Turistnäringen, huvudsakligen inriktad på fritidsfiske, och IT-relaterade verksamheter hade fått ökad betydelse.

### Infrastruktur

#### Transporter
Från sydöst till nordväst genomkorsas kommunen av E10 mellan Luleå och Kiruna, i Överkalix tar riksväg 98 av österut mot Övertorneå.

## Befolkning

### Demografi

#### Befolkningsutveckling
| Befolkningsutvecklingen i Överkalix kommun 1970–2020                                                            | Befolkningsutvecklingen i Överkalix kommun 1970–2020 | Befolkningsutvecklingen i Överkalix kommun 1970–2020 | Befolkningsutvecklingen i Överkalix kommun 1970–2020 | Befolkningsutvecklingen i Överkalix kommun 1970–2020 |
| --- | ---------------------------------------------------- | ---------------------------------------------------- | ---------------------------------------------------- | ---------------------------------------------------- |
| |                                                      |                                                      |                                                      |                                                      |
| År |                                                      |                                                      | Folkmängd                                            |                                                      |
| 1970 | 1970                                                 |                                                      | 6 036                                                |                                                      |
| 1975 | 1975                                                 |                                                      | 5 462                                                |                                                      |
| 1980 | 1980                                                 |                                                      | 5 083                                                |                                                      |
| 1985 | 1985                                                 |                                                      | 4 840                                                |                                                      |
| 1990 | 1990                                                 |                                                      | 4 744                                                |                                                      |
| 1995 | 1995                                                 |                                                      | 4 560                                                |                                                      |
| 2000 | 2000                                                 |                                                      | 4 206                                                |                                                      |
| 2005 | 2005                                                 |                                                      | 3 872                                                |                                                      |
| 2010 | 2010                                                 |                                                      | 3 611                                                |                                                      |
| 2015 | 2015                                                 |                                                      | 3 395                                                |                                                      |
| 2020 | 2020                                                 |                                                      | 3 289                                                |                                                      |
| Anm: Uppgifterna avser förhållandena den 31 december enligt den kommunala indelningen den 1 januari året efter. |                                                      |                                                      |                                                      |                                                      |

#### Utländsk bakgrund
Den 31 december 2014 utgjorde antalet invånare med utländsk bakgrund (utrikes födda personer samt inrikes födda med två utrikes födda föräldrar) 358, eller 10,50 % av befolkningen (hela befolkningen: 3 409 den 31 december 2014). Den 31 december 2002 utgjorde antalet invånare med utländsk bakgrund enligt samma definition 191, eller 4,71 % av befolkningen (hela befolkningen: 4 058 den 31 december 2002).

#### Invånare efter de vanligaste födelseländerna
Följande länder är de 10 vanligaste födelseländerna för befolkningen i Överkalix kommun. Tabellen innehåller dock 11 länder då lika många personer var födda i Filippinerna och Irak.
| Födelseland 31 december 2021 | Födelseland 31 december 2021 | Födelseland 31 december 2021 | Födelseland 31 december 2021 | Födelseland 31 december 2021 |
| ---------------------------- | ---------------------------- | ---------------------------- | ---------------------------- | ---------------------------- |
| Nr                           | Land                         | Antal                        | Andel                        | Andel i hela riket           |
| 1                            | Sverige                      | 2 836                        | 87,21 %                      | 80,00 %                      |
| 2                            | Finland                      | 72                           | 2,21 %                       | 1,31 %                       |
| 3                            | Thailand                     | 31                           | 0,95 %                       | 0,43 %                       |
| 4                            | Eritrea                      | 28                           | 0,86 %                       | 0,46 %                       |
| 5                            | Syrien                       | 27                           | 0,83 %                       | 1,88 %                       |
| 6                            | Afghanistan                  | 26                           | 0,80 %                       | 0,60 %                       |
| 7                            | Somalia                      | 25                           | 0,77 %                       | 0,67 %                       |
| 8                            | Etiopien                     | 16                           | 0,49%                        | 0,22 %                       |
| 8                            | Sudan                        | 16                           | 0,49 %                       | 0,07 %                       |
| 10                           | Filippinerna                 | 14                           | 0,43 %                       | 0,16 %                       |
| 10                           | Irak                         | 14                           | 0,43 %                       | 1,40 %                       |

## Kultur

### Kulturarv
I kommunen finns omkring 2 300 registrerade fornlämningar. Däribland lämningar från träindustrin och tegelindustrin. I området öster om Rödbergmyran finns lämningar efter ett viste och en härd.

### Kommunvapen
Blasonering: I fält av silver en upprest svart björn med beväring av guld, och med en yxa av guld i högra framramen.
Ett sockensigill från 1700-talet ligger till grund för vapnet, som utformades och fastställdes 1944. 1974 registrerades det hos Patent- och registreringsverket enligt det nya regelverket.

### Fotnoter
1. ↑  Folkmängd och befolkningsförändringar - Kvartal 4, 2024, SCB, 21 februari 2025, läs online.[källa från Wikidata]
2. 1 2 3  Land- och vattenareal per den 1 januari efter region och arealtyp. År 2012–2019, SCB, 21 februari 2019, läs online.[källa från Wikidata]
3. ↑  Kommuner, lista, Sveriges Kommuner och Regioner, läs online, läst: 19 februari 2019.[källa från Wikidata]
4. ↑  Största offentliga arbetsgivare, Näringslivets ekonomifakta, läs online, läst: 30 oktober 2020.[källa från Wikidata]
5. ↑  SCB Folkräkningen 1950 del 1 Arkiverad 29 oktober 2013 hämtat från the Wayback Machine. sida 18 i pdf:en
6. ↑  Andersson, Per (1993). Sveriges kommunindelning 1863–1993. Mjölby: Draking. Libris 7766806. ISBN 91-87784-05-X
7. ↑   Elsa Trolle Önnerfors: Domsagohistorik - Haparanda tingsrätt (del av Riksantikvarieämbetets Tings- och rådhusinventeringen 1996-2007)
8. ↑  Statistiska centralbyrån (läst 8 februari 2015)
9. 1 2  ”Överkalix - Uppslagsverk - NE.se”. www.ne.se. https://www.ne.se/uppslagsverk/encyklopedi/l%C3%A5ng/%C3%B6verkalix. Läst 5 maj 2023.
10. ↑  ”Överkalix - Uppslagsverk - NE.se”. www.ne.se. https://www.ne.se/uppslagsverk/encyklopedi/l%C3%A5ng/%C3%B6verkalix. Läst 30 maj 2022.
11. 1 2  ”Fiske - Visit Överkalix”. www.visitoverkalix.se. https://www.visitoverkalix.se/se-och-goera/fiske/. Läst 30 maj 2022.
12. ↑  ”Miekojärvi Samfällighetsförening - Visit Överkalix”. www.visitoverkalix.se. https://www.visitoverkalix.se/se-och-goera/fiske/miekojaervi-samfaellighetsfoerening/. Läst 30 maj 2022.
13. ↑  ”Markanvändningen i Sverige efter region och markanvändningsklass. Vart 5:e år 2010 - 2020”. Statistikdatabasen. http://www.statistikdatabasen.scb.se/pxweb/sv/ssd/START__MI__MI0803__MI0803A/MarkanvN/. Läst 12 oktober 2022.
14. ↑  ”Naturreservat”. www.lansstyrelsen.se. https://www.lansstyrelsen.se/norrbotten/besoksmal/naturreservat.html. Läst 30 maj 2022.
15. ↑  ”Märkbergen”. www.lansstyrelsen.se. https://www.lansstyrelsen.se/norrbotten/besoksmal/naturreservat/markbergen.html. Läst 30 maj 2022.
16. ↑  ”Långlandet”. www.lansstyrelsen.se. https://www.lansstyrelsen.se/norrbotten/besoksmal/naturreservat/langlandet.html. Läst 30 maj 2022.
17. ↑  
  - SFS 2015:493, justerad i SFS 2015:698 Förordning om distrikt. Trädde i kraft 1 januari 2016.
18. ↑  Sveriges Radio, 15 september 2014 Läst 11 januari 2016
19. ↑  ”Överkalix.se - mandatfördelning”. www.overkalix.se. Arkiverad från originalet den 20 maj 2022. https://web.archive.org/web/20220520135420/https://www.overkalix.se/kommun/politik-organisation/mandatfordelning-och-politisk-majoritet/. Läst 30 maj 2022.
20. ↑  ”De blir de enda i länet med egen majoritet”. nsd.se. https://nsd.se/bli-prenumerant/artikel/jo9qoogj/nsd-bd-0kr-dp1. Läst 5 maj 2023.
21. ↑  Sveriges Kommuner & Landsting: Maktfördelning för tidsperioden 1994 - 2014 Arkiverad 20 januari 2016 hämtat från the Wayback Machine. Läst 9 januari 2016
22. ↑  Ovisst läge i många kommuner Läst 30 september 2018
23. 1 2 3 4  ”Politiker och förtroendevalda - Överkalix kommun”. www.overkalix.se. https://www.overkalix.se/kommun-och-politik/politik-och-organisation/politiker-och-fortroendevalda/. Läst 15 januari 2025.
24. ↑  Norrbottens Kuriren, 19 september 2009: Kommunalråd avgår Läst 15 januari 2016
25. ↑  ”Statistiska centralbyrån - Folkmängden efter region, civilstånd, ålder och kön. År 1968 - 2015”. http://www.statistikdatabasen.scb.se/pxweb/sv/ssd/START__BE__BE0101__BE0101A/BefolkningNy/?rxid=c0ca3bb8-255c-43ba-85f1-ee5289d082c4. Läst 2 mars 2016.
26. ↑  Antal personer med utländsk eller svensk bakgrund (fin indelning) efter region, ålder i tioårsklasser och kön. År 2002 - 2014 Arkiverad 12 november 2016 hämtat från the Wayback Machine. (Läst 20 januari 2016)
27. 1 2  ”Folkmängden efter region, födelseland och kön. År 2000 - 2021”. Statistikdatabasen. Statistiska centralbyrån. https://www.statistikdatabasen.scb.se/pxweb/sv/ssd/START__BE__BE0101__BE0101E/FolkmRegFlandK/. Läst 31 maj 2022.
28. ↑  ”Överkalix kommun”. Riksantikvarieämbetet. https://app.raa.se/open/fornsok/searchlamning. Läst 30 maj 2022.
29. ↑  ”L1993:7168 Träindustri Övrig kulturhistorisk lämning”. app.raa.se. Riksantikvarieämbetet. https://app.raa.se/open/fornsok/lamning/9c0cd45f-3c91-4190-ad7b-c17775691e56. Läst 30 maj 2022.
30. ↑  ”L1992:6578 Tegelindustri Övrig kulturhistorisk lämning”. app.raa.se. Riksantikvarieämbetet. https://app.raa.se/open/fornsok/lamning/ce32c021-3a23-4e71-b3f6-2249aa8bdee0. Läst 30 maj 2022.
31. ↑  ”Karta”. app.raa.se. Riksantikvarieämbetet. https://app.raa.se/open/fornsok/. Läst 30 maj 2022.
32. ↑  ”Svenska Heraldiska Föreningens vapendatabas”. Arkiverad från originalet den 18 oktober 2012. https://web.archive.org/web/20121018011750/http://databas.heraldik.se/index.php. Läst 11 december 2008.